# 唱响星途
《唱响星途》（Sing Tour）是澳大利亚申亿传媒（WZ Media）主办的全球华人流行歌手大赛，自2017年首季举办以来，每一季《唱响星途》都在包括中国和澳大利亚在内的全球赛区进行华语流行歌手新秀选拔，最终在悉尼进行赛前集训，并且将在悉尼星港城（The Star）进行总决赛，由明星导师共同评选出唱响星途年度冠军。

### 基本信息
中文名称：唱响星途  
外文名称：Sing Tour
类型：音乐真人秀
主办方：申亿传媒（WZ Media）
制作公司：上海盈画文化传播（第三季）
直播平台：一直播（第一季），奇秀直播（第二季）
在线播放平台：爱奇艺（第三季）
决赛时间：2017年11月11日（第一季）/ 2018年7月8日（第二季）/2019年6月2日（第三季）
导演：施玉城  Ashley Hu （第三季）
制作人：Ashley Hu
季度冠名：MINGTIAN建筑（第一季）/澳佳宝Blackmores（第二季）

### 历届导师阵容
| 第一季导师 | 第二季导师 | 第三季导师 |
| ---------- | ---------- | ---------- |
| 郭峰       | 郭峰       | 苏醒       |
| 唐国强     | 六小龄童   | 王若琳     |
| 黄鹤翔     | 朱桦       | Vitas      |
| 周艳泓     | 文章       |            |
|            | 柯以敏     |            |

### 历届冠亚季军
| 第一季冠亚季军         | 第二季冠亚季军 |
| ---------------------- | -------------- |
| 李园宽（David Li）     | 寻清           |
| 程思燕（Angela Cheng） | 温妮           |
| 林昱（Evan Lin）       | 徐天爱         |

### 历届比赛

#### 第一季
《唱响星途第一季》于2017年9月正式在澳大利亚悉尼启动，由郭峰，唐国强，黄鹤翔，周艳泓担任明星导师，第一届总决赛于2017年11月11日举行，由李园宽（David Li）,程思燕（Angela Cheng）,林昱（Evan Lin）分别获得冠亚季军。第一季"巅峰之夜"总决赛直播视频累计观看量达873.9万人次。

#### 第二季
《唱响星途第二季》于2018年3月20日正式在澳大利亚悉尼启动，由郭峰，六小龄童，朱桦，文章，柯以敏担任明星导师，第二季总决赛于2018年7月8日举行，经过角逐，来自澳大利亚国立音乐学院的寻清获得全球总冠军, 温妮,徐天爱分获得本届大赛亚季军。爱奇艺奇秀直播网络在线直播总决赛，在线观看总量达到近600万。

#### 第三季
2018年12月15日，《唱响星途第三季》新闻发布会暨启动仪式在上海锦江都城酒店举行，唱响星途第三季目前已经公布的明星导师包括：苏醒，王若琳，Vitas。2019年6月2日，《唱响星途第三季》总决赛将在悉尼星港城(The Star Event)举行。

### 大赛赛制
《唱响星途》的赛制包括了初赛，40进10复赛和十二强总决赛。在决赛之前，十二强选手将加入由明星导师带来的大师集训班，接收声乐，形体，表演等一系列集训。决赛当晚，经历层层选拔，从百余位海选选手中脱颖而出的10位决赛选手向冠军荣誉发起了挑战，10位选手经过3轮比拼最终决出最后的冠亚季军。

在2019年唱响星途第三季中，《唱响星途》将首次登陆爱奇艺平台，成为2019年爱奇艺独播网综。《唱响星途》第三季将打破以往赛事规则，与爱奇艺合作共同打造7期真人秀养成型网综，由各大厂牌推送来自全球各地的15位实力新秀将前往澳大利亚悉尼，进行为期一个月的明星养成之旅，同时节目将邀请7位当红艺人，以每期飞行嘉宾的形式共同参与录制，为15位选手指导、陪伴、打气…与全球粉丝朋友共同见证选手的成长之路，并在2019年6月2日总决赛登上世界级舞台—悉尼星港中心，由海豚音王子Vitas、嘻哈唱作人苏醒、爵士名伶王若琳还有一位神秘人气导师坐阵现场，共同决出第三季《唱响星途》全球总冠军。

### 主要季度
第一季
2017年9月30日-2017年11月11日
第二季
2018年3月20日-2018年7月8日
第三季
2018年12月15日-2019年6月2日

### 文化影响
随着大赛知名度和影响力的提升，澳大利亚史上规模最大的华人流行歌手大赛《唱响星途》（Sing Tour）也成为了海外华人华侨弘扬展现中华文化和加强中澳民间文化交流互动的渠道和平台，肩负着团结海外华人，展示华人风采的责任，秉承公平、公开、公正的竞赛原则，“ 依靠当地华人的大力支持，目前已经成为海外华人文化推广活动中规模最大，影响力最强，最具有专业性的大型国际华人文化活动。”